# NGC 260
NGC 260 là một thiên hà xoắn ốc nằm trong chòm sao Tiên Nữ. Nó được phát hiện vào ngày 27 tháng 8 năm 1865 bởi Heinrich d'Arrest.